# Clemensia patella
Clemensia patella là một loài bướm đêm thuộc phân họ Arctiinae, họ Erebidae.